# Poslední pokušení Homera Simpsona
Poslední pokušení Homera Simpsona (anglicky The Last Temptation of Homer) je 9. díl 5. řady (celkem 90.) amerického animovaného seriálu Simpsonovi. Scénář napsal Frank Mula a díl režíroval Carlos Baeza. V USA měl premiéru dne 9. prosince 1993 na stanici Fox Broadcasting Company a v Česku byl poprvé vysílán 26. května 1995 na stanici ČT1.

## Děj
Poté, co Homer a jeho spolupracovníci sotva uniknou z jaderné elektrárny kvůli úniku plynu, je Homerův spolupracovník vyhozen, jakmile požádá pana Burnse o zavedení nouzového východu. Když Burns při najímání náhradníka poruší řadu pracovněprávních předpisů – například najímá pracovníky bez dokladů –, požaduje po něm ministerstvo práce Spojených států, aby najal alespoň jednu pracovnici. Je přijata krásná žena Mindy Simmonsová a Homer se do ní zamiluje. Barney Homerovi poradí, aby si s Mindy promluvil, protože s největší pravděpodobností nebudou mít nic společného. Ke svému zděšení Homer zjistí, že mají naprosto stejné zájmy. Marge onemocní silnou rýmou, což ji činí pro Homera neatraktivní. 
Bart je poslán k očnímu lékaři poté, co ve škole zjistí, že špatně vidí. Optometrista zjistí, že má šilhavé oko, a nasadí mu silné brýle, které musí nosit dva týdny. Dermatolog léčí Bartovu suchou pokožku hlavy tím, že mu vlasy matuje léčivou mastí a rozděluje mu je na obě strany. Od podiatra dostane pár nadměrných bot, které mu pomohou s držením těla. Otorhinolaryngolog mu nakonec nastříká sprej do krku, a tak zní jako Jerry Lewis z filmu Zamilovaný profesor. Díky těmto změnám Bart vypadá a zní jako šprt, což způsobuje, že si ho školní šikanátoři dobírají. Bart se nakonec po ukončení léčby vrátí do školy v normální podobě, ale spolužáci ho stejně šikanují. 
Homer se rozhodne říct Mindy, že by se měli jeden druhému vyhýbat kvůli jejich vzájemné přitažlivosti. Jsou však vybráni, aby reprezentovali Springfieldskou jadernou elektrárnu na Národním energetickém kongresu v Capital City. Po romantické večeři, jež je odměnou za vítězství na sjezdu, se Homer a Mindy vrátí do svého hotelového pokoje. Mindy řekne Homerovi, co k němu cítí, ale ujistí ho, že on může rozhodnout, jak daleko jejich vztah zajde. Přestože ho velmi láká, Homer prohlásí, že je věrný Marge. Mindy jeho rozhodnutí přijme a poté, co se políbí, odejde. Později spolu Marge a Homer sdílejí romantický večer v jednom pokoji, kde Homer objeví krocana, kterého s Mindy nechali za postelí poté, co si objednali pokojovou službu.

## Produkce
Autorem scénáře epizody je Frank Mula a jejím režisérem Carlos Baeza. Autorem nápadu byl tehdejší showrunner David Mirkin. Když byl najat k práci na Simpsonových, jedním z jeho cílů bylo prozkoumat aspekt Homerovy postavy, pokud by ho to „opravdu lákalo pryč“ od Marge. Mirkin chtěl zjistit, co by se stalo v situaci, kdy by se Homer ocitl v náklonnosti k jiné ženě. Tvůrce Simpsonových Matt Groening již dříve napsal pro 3. řadu seriálu díl s názvem Ctěný pan Homer, kde se Homer ocitne v náklonnosti k country zpěvačce jménem Lurleen Lumpkinová. V této epizodě se Lurleen do Homera okamžitě „zamilovala“, ale Homer si to uvědomil až později. Zde Mirkin chtěl, aby Homer okamžitě poznal, že ho Mindy přitahuje. Mirkin to považoval za „skvělý průzkum“, aby viděl, co se s Homerem v tomto konkrétním případě stalo.
Na zkušebním promítání animace se epizoda nesetkala s obvyklým množstvím smíchu, což štáb znepokojilo. Carlos Baeza a David Silverman, další režiséři animace v seriálu, na epizodě „tvrdě pracovali“. Mirkin řekl, že od samého začátku šlo o „obrovské skupinové úsilí“ jak scenáristů, tak animátorů.
Mnoho scén v animaci zobrazovalo Mindy jako koketující. Mirkinovi se to nelíbilo, protože tajemstvím dílu bylo, že Homer a Mindy jsou dva dobří lidé, kteří jsou vrženi do situace a „nemohou za to, že jejich libido se při setkání zblázní“. Dodal, že obě postavy mají „tolik společného“, že nejde „jen o fyzický vztah, ale i o duševní spojení“, a že Mindy není svůdnice, ale spíše žena stejně nervózní jako Homer. Mirkin také zdůraznil, že zatímco Homera v práci svádí „zdánlivě dokonalá“ žena, jeho žena už nemůže být „nedokonalejší“, protože je nachlazená a vypadá nemocně. „Snaží se navázat kontakt s rodinou, ale když Marge vypadá nemocně a Bart jako šprt, všechno prostě nefunguje,“ uvedl Mirkin.
Hlas Mindy Simmonsové v epizodě propůjčila americká herečka Michelle Pfeifferová. Všichni scenáristé se dostavili do nahrávacího studia v západním Los Angeles, aby viděli, jak nahrává své repliky. Když Pfeifferová vešla do místnosti se svou dcerou, byla „obklopena“ energií scenáristů a režisérů, kteří byli nadšeni, že ji vidí. Mirkin, jenž Pfeifferovou ve studiu režíroval, byl nervózní, protože si myslel, že je to krásná žena, jež je na „úplně jiné úrovni“ než ostatní herci a herečky, které v seriálu režíroval. Pfeifferová byla nervózní také proto, že nikdy předtím nenamluvila animovanou postavičku. Mirkin jí to řekl: „Budeš to milovat víc než cokoli, co jsi kdy dělala, protože je to klidné a příjemné a máme tolik času na hraní a experimentování.“. To jí pomohlo se uklidnit a na konci natáčení byla „opravdu uvolněná“ a „fantasticky“ se bavili.
Silverman řekl Pfeifferové, aby nezněla příliš koketně a aby se prostě chovala sama sebou. V jedné scéně epizody Mindy slintá, když jí koblihy, podobně jako to dělá Homer. Aby Pfeifferová dosáhla správného zvuku slin, vložila si do úst brokolici a vodu. Mirkin uvedl, že při natáčení závěrečné společné scény Homera a Mindy, v níž Mindy říká Homerovi, co k němu cítí, nemusel příliš řídit. Pfeifferová „se do toho trefila opravdu dobře“ a dělali to několikrát, aby to bylo „stále reálnější“. Mirkin se rovněž domníval, že Pfeifferová roli naprosto porozuměla a zahrála ji dokonale. Popsal ji jako „jednu z těch hereček, které ani nemusíte vidět, abyste věděli, že jsou skvělé, místo toho z jejího hlasu slyšíte, jak skvělá herečka to je“. Dan Castellaneta byl Mirkinem rovněž pochválen za svůj výkon v roli Homera. Castellaneta se snažil být ve svém výkonu „milý“ a „dojemný“.
Když Homer v dílu volá na linku manželské poradny a omylem shodí telefonní budku, upadne do bezvědomí. Ve snu k němu přistoupí jeho anděl strážný. Anděl na sebe nejprve vezme podobu Isaaca Newtona, ale protože Homer netuší, kdo to je, místo toho na sebe vezme podobu plukovníka Klinka a poté Homerovi ukáže, jaký by byl jeho život bez Marge (ve stylu filmu Život je krásný). Plukovník Klink je postava amerického televizního seriálu Hogan's Heroes. Představitel Klinka, Werner Klemperer, mu v této epizodě propůjčil hlas. Mirkin řekl, že Klemperer byl pro tuto postavu „fantastickým sportovcem“. Od roku 1971, kdy se seriál Hogan's Heroes přestal vysílat, zapomněl, jak se Klink hraje. Mirkin proto musel Klinka napodobit tak, aby ho Klemperer dokázal správně imitovat.“ Tato epizodní role byla Klempererovou poslední titulovanou rolí před jeho smrtí v roce 2000.

## Kulturní odkazy
Když se Homer poprvé setká s Mindy, představí si ji jako Venuši na obraze Sandra Botticelliho Zrození Venuše. Aby se vypořádal s tím, že Homer a Mindy účtují společnosti pokojovou službu, vypustí pan Burns létající opice na způsob Zlé čarodějnice ze Západu, jak je vidět ve filmu Čaroděj ze země Oz z roku 1939. Pokus se však nezdaří, protože všechny opice padnou k zemi. Scéna, v níž se Homer setká se svým andělem strážným v podobě Isaaca Newtona a přemýšlí, jaký by byl jeho život, kdyby si vzal Mindy, a ne Marge, čerpá z filmu Život je krásný a Vánoční koledy. Když Homer potká Mindy ve výtahu, myslí na „nesexy myšlenky“, aby se jí nenechal svést. Představuje si Barneyho v bikinách a brouká si ústřední melodii amerického sitcomu I Dream of Jeannie. Homer se pokouší přečíst poznámky pro Mindy, které si napsal na ruku, ale ty se mu kvůli potu rozmazaly. Při svém pokusu Homer nevědomky blábolí „Nam Myoho Renge Kyo“, japonský buddhistický zpěv. Jedná se o odkaz na kreslený seriál Akbar a Jeff, jehož autorem je Matt Groening a v němž je použita stejná mantra. Když si Homer všimne potu, řekne, že se „potí jako Roger Ebert“, filmový kritik. V koupelně Homer zpívá drsnou verzi písně „Mandy“ od Barryho Manilowa, přičemž slovo „Mandy“ nahradí slovem „Mindy“. Když Homer zpanikaří, protože si uvědomí, že ho Líza slyšela zpívat, a snaží se píseň zakrýt, Líza zamračeně řekne: „Zní to, jako bys byl zamilovaný do ženy jménem Mindy. Nebo muže jménem Andy.“. Homer odkazuje na komiks Ziggy, když se ptá, zda Mindy souhlasí s tím, že titulní postava se stala „příliš kazatelskou“. Píseň Barryho Whitea „Can't Get Enough of Your Love, Babe“ zazní v závěrečné scéně epizody, kdy se Homer a Marge líbají v hotelovém pokoji.

## Přijetí

### Kritika
Po odvysílání epizoda získala od televizních kritiků převážně pozitivní hodnocení. 
V roce 2003 se umístila na desátém místě v žebříčku 25 nejlepších epizod Simpsonových časopisu Entertainment Weekly a deník The Daily Telegraph ji charakterizoval jako jednu z 10 nejlepších televizních epizod Simpsonových.
Nancy Basileová ze serveru About.com díl označila za jednu z 20 nejoblíbenějších epizod seriálu a uvedla, že Michelle Pfeifferová „je tak elegantní a krásná, že ironie toho, že hraje krkajícího milovníka Homera Simpsona, je dostatečně vtipná“. Dodala, že „ožehavé téma nevěry je zde řešeno způsobem, který umí jen Simpsonovi“, a „i když Homer uvažuje o nevěře, je to sympatická a téměř nevinná postava“.
Robert Canning z IGN epizodu označil za „chytrou, dojemnou a vtipnou“ a řekl, že „skvěle ukazuje Homerův boj s flirtováním kolegyně“.
Autoři knihy I Can't Believe It's a Bigger and Better Updated Unofficial Simpsons Guide, Warren Martyn a Adrian Wood, díl označili za „skvěle napsaný“.
Colin Jacobson z DVD Movie Guide uvedl: „Vzhledem k Homerově naprosté oddanosti Marge se může zdát, že je mimo jeho charakter, když se zamiluje do Mindy, ale v seriálu to sedí, protože jeho posedlost nepůsobí nekonzistentně.“. Dodal, že zápletka s Bartem, který se stane šprtem, je z obou ta vtipnější.
Bill Gibron z DVD Talk označil díl za „žertovnou slavnost nabitou vhledem do lidského nitra a zábavnou nadsázkou“.
Kay Daly z TV DVD Reviews díl označil za nejlepší epizodu řady s „největším náběhem k emocionální rezonanci“. Matt Groening jej považoval za úžasnou epizodu, v níž je „spousta legrace“. David Mirkin uvedl, že scénář Franka Muly byl skvělý.
V článku z roku 2008 časopis Entertainment Weekly označil roli Pfeifferové jako Mindy za jednu z 16 nejlepších hostujících rolí v Simpsonových a objevila se také na seznamu nejoblíbenějších hostujících hvězd seriálu, který sestavil server AOL. Brett Buckalew z Metromix Indianapolis napsal, že Pfeifferová „předvádí pravděpodobně nejlepší hostující hvězdu v historii seriálu“. Nathan Ditum z Total Film zařadil její výkon na 15. místo mezi nejlepšími hostujícími hvězdami v historii seriálu.
Když inspektoři navštíví továrnu, zmíní se, že tam našli pracovat celý brazilský fotbalový tým, a Burns řekne, že tam pracovat musí, protože jejich letadlo spadlo na jeho pozemek. Tuto scénu zmiňovala různá média po katastrofě v roce 2016, při níž zahynula většina hráčů brazilského týmu Chapecoense.

### Sledovanost
V původním americkém vysílání skončil díl v týdnu od 6. do 12. prosince 1993 ve sledovanosti na 24. místě (shodně se seriálem Fresh Prince). Díl získal rating Nielsenu 12,7 a byl v tom týdnu nejlépe hodnoceným pořadem na stanici Fox.